# Zetsubou Billy
Zetsubou Billy (絶望ビリ Zetsubō Za Birri?) è un brano del gruppo musicale giapponese Maximum the Hormone, seconda traccia del secondo album in studio Bu-ikikaesu, pubblicato il 14 marzo 2007 dalla VAP.
Il brano è noto per essere stato utilizzato come seconda sigla finale nell'anime Death Note e il testo parla infatti delle vicende del protagonista dell'anime: Kira.
Il brano è conosciuto anche con il nome di Billy in Despair.

## Video musicale
Il videoclip, realizzato vicino agli MTV Japan, presenta alcuni cameo di attrici, un gruppo rap, alcuni commentatori, driver e infine i Parfait, gruppo visual kei (che si aggiungono alla voce del gruppo originale), comprendendo anche degli eventi come proteste o persone disperate fino ad arrivare alla morte della cantante dei Parfait, lasciando spazio ai Maximum the Hormone. Infine, al momento della frase "We are Kira, My name is Kira and Even your Kira" tutte le persone che appaiono muoiono, concludendosi con la chiusura del quaderno.
Il videoclip ha vinto il premio "Best Conceptual Video" al SPACE SHOWER Video Music Awards del 2008.

## Formazione
- Daisuke-han – voce
- Maximum the Ryo-kun – voce, chitarra
- Ue-chan – basso, cori
- Nawo – voce, batteria